# Kirsten Schjønning
Kirsten Schjønning er et gammelt dansk produktionsfirma, der har specialiseret sig i at producere bælter og tasker. Alt er håndproduceret i Danmark af italiensk skind.

## Historie
Firmaet har eksisteret siden 1917 og hed dengang Knud Krag.
I 1966 overtog Kirsten Schjønning ejerskabet, og stod herefter for designet. I 1992 overlod hun ejerskabet til firmaets nuværende ejere, mens hun selv fulgte med og står i dag anno. 2008 stadig for en stor del af designet.
Ved grundlæggelsen i 1917 var firmaet placeret på 1. sal i Christian IX's Gade 4 i København. Her havde firmaet til huse på 100 m² indtil 1973, hvorefter det flyttede til større forhold i en baggård i Larsbjørnsstræde 5.
I 1992 da firmaet skiftede ejere rykkede det til Valhøjs Allé i Rødovre, som er firmaets nuværende adresse.

## Ekstern henvisning
- Hjemmeside Arkiveret 14. juni 2013 hos  Wayback Machine